# 嬉野市立吉田中学校
嬉野市立吉田中学校（うれしのしりつ よしだちゅうがっこう）は、佐賀県嬉野市嬉野町大字吉田丙にある市立中学校である。

## 概要
歴史
1947年（昭和22年）の際の学制改革で、新制中学校として創立。現校名になったのは2006年（平成18年）。
校訓
「善い事は進んで実行せよ」- 1948年（昭和23年）に制定。
校章
八稜鏡の絵を背景にして、中央に「中」の文字を置いている。
校歌
1964年（昭和39年）制定。作詞は吉田中学校、作曲は陶山聡による。歌詞は2番まであり、2番の歌詞中に校名の「吉田」が登場する。
校区
嬉野市嬉野町のうち「春日、上吉田、峰川原、真上吉田、西川内、西吉田、皿屋、納戸料、東吉田、両岩」。小学校区は嬉野市立吉田小学校。

## 沿革
- 1947年（昭和22年）
  - 4月1日 - 学制改革が行われる。
    - 吉田村国民学校初等科が「吉田村立吉田小学校」に改組・改称。
    - 吉田村国民学校高等科が青年学校普通科とともに、新制中学校「吉田村立吉田中学校」が発足。当初は小学校に併設。

  - 5月3日 - 開校式を挙行。
  - 5月8日 - 授業を開始。
  - 7月21日 - 後援会が発足。
  - 10月13日 - 帽章・胸章を制定。
- 1948年（昭和23年）5月23日 - 校訓を制定。
- 1952年（昭和27年）11月 - 中学校校舎が完成したため、小学校との併設を解消。
- 1955年（昭和30年）4月1日 - 町村合併により、「嬉野町立吉田中学校」に改称。
- 1964年（昭和39年）2月29日 - 校歌を制定。
- 1965年（昭和40年）7月18日 - プールが完成。
- 1967年（昭和42年）2月 - 完全給食を開始。
- 1972年（昭和47年）3月 - 体育館が完成。
- 2006年（平成18年）1月1日 - 嬉野市の発足により、「嬉野市立吉田中学校」（現校名）に改称。

## 交通
最寄りのバス停留所
- 乗り合いタクシー春日線 「吉田公民館前」停留所

最寄りの幹線道路
- 佐賀県道289号皿屋三河内線
- 佐賀県道303号岩屋川内嬉野線

## 周辺
- 嬉野市立吉田小学校
- 吉田地区地域コミュニティセンター
- 西川内川

## 参考資料
- 「嬉野町史 下巻」（1979年（昭和54年）11月, 嬉野町史編さん執筆委員会）p.696～p.698
- 「八十年の歩み 嬉野町立吉田小学校創立80周年記念誌」（1969年（昭和44年）12月, 吉田小学校開校80周年記念事業記念誌編集部）